# 頭師佳孝
頭師 佳孝（ずし よしたか、1955年〈昭和30年〉3月19日 - ）は、大阪府門真市出身の俳優。俳優の頭師孝雄は兄。趣味はそろばん。特技は乗馬、モダンバレエ。

## 来歴・人物
頭師正明を筆頭とする子役4人兄弟（兄弟は5人）の末弟として幼少時から宝塚映画などに出演。
1963年、新藤兼人の『母』に出演。不治の病に冒された子どもの気だるさと不気味さを漂わせた雰囲気が評判となる。
『母』の試写を『赤ひげ』の子役選びに難渋していたスタッフが偶然見ており、黒澤明に推薦し、面接した黒澤もいたく気に入り、生活力旺盛な子どもの長次役として出演。その神童ぶりは三船敏郎をして「こりゃシャンシャンシャンだ」と言わしめたほど。
1970年には『どですかでん』で主役に抜擢（）。大きな重圧と戦いながらも、社会の底辺に生きる小市民の悲哀を哀愁たっぷりに演じたことで知られる（このほか、黒澤映画には『夢』などに出演している）。
1972年には『飛び出せ!青春』に太陽学園高校サッカー部の柴田良吉役としてレギュラー出演し、同じく子役出身である保積ぺぺ演じる山本大作との悪戯好きの軽妙洒脱なコンビぶりでお茶の間の人気を得た。
好物はナスの炒め物。

## 出演

### 映画
- サザエさんとエプロンおばさん（1960年12月25日、宝塚映画）- エプロンおばさんの孫
- 当りや大将（1962年8月26日、日活） - チビ勝
- 母（1963年11月8日、近代映画協会）
- 赤ひげ（1965年4月3日、東宝＝黒澤プロ） - 長次
- 明日は咲こう花咲こう（1965年8月14日、日活） - 卓美
- 大工太平記（1965年10月9日、東京映画）
- 喜劇 駅前漫画（1966年4月28日、東京映画）
- 銀の長靴（1967年3月25日、松竹）
- 喜劇 駅前開運（1968年2月14日、東京映画）
- 飛び出せ!青春（1973年3月17日、テアトルプロ）
- 日本のいちばん長い日（1967年、東宝）
- 肉弾（1968年10月22日、ATG）
- どですかでん（1970年10月31日、東宝＝四騎の会） - 主演・六ちゃん
- 続・人間革命（1976年6月19日、東宝映像＝シナノ企画）
- 巨人軍物語 進め!!栄光へ（1977年3月19日、日本映画新社）
- 乱（1985年6月1日、ヘラルド・エース）
- 夢（1990年5月25日、黒澤プロ）
- ふたり（1991年5月11日、NHKエンタープライズ）
- まあだだよ（1993年4月17日、大映＝電通＝黒澤プロ）
- 害虫（2002年3月16日、日活）
- 水の女（2002年11月9日、日活）
- 難波金融伝ミナミの帝王29 闇の代理人（2005年1月18日） ※オリジナルビデオ
- 博士の愛した数式（2006年1月21日、アスミック・エース）
- 筆子・その愛 -天使のピアノ-（2007年、現代ぷろだくしょん）
- 神童（2007年）
- 明日への遺言（2008年）
- プライド（2008年）

### テレビドラマ
- 水のように（1965年10月‐12月、KTV・宝塚映画）
- いとはんと丁稚どん（1965年11月‐1967年6月、ABC）
- 遊撃戦 第4話（1966年11月2日、NTV・東宝・宝塚映画）
- とってもシアワセ（1966年-1967年、TBS）　※実兄・頭師孝雄と兄弟役で共演
- 天国の父ちゃんこんにちは （1966年 - 1974年、TBS）日曜劇場 内の不定期連続ドラマ（全20回）
- でっかい青春 第31話「おふくろの味は苦い味」（1968年6月9日、NTV・東宝） ※実兄・頭師孝雄と兄弟役で共演
- 木下恵介・人間の歌シリーズ「俄－浪花遊侠伝」（1970年、TBS）
- おくさまは18歳（1970年‐1971年、TBS） - 同級生
- 飛び出せ!青春（1972年2月‐1973年2月、NTV・東宝） - 柴田良吉
- 泣くな青春 第17話「さらば番長」（1972年、CX・東宝） - カメオ出演（『飛び出せ!青春』から剛達人と共に友情出演）
- GO!GOスカイヤー 第6話（1973年）
- 太陽にほえろ!（NTV・東宝）
  - 第50話「俺の故郷は東京だ!」（1973年） - 古谷三郎
  - 第382話「甘ったれ」（1979年） - 加藤進
- 若さま侍捕物手帖 第9話「俺達(おいら)の歌声聞いたかい」（1973年、KTV） - 慶次
- ポーラテレビ小説 / やっちゃば育ち（1974年、TBS）
- われら青春! 第14話「われら同級生!」（1974年7月7日、NTV・東宝） - 柴田良吉
- 高校教師 第19話「売られたケンカなら」（1974年、12ch・東宝） - 応援団員・井原
- 楽屋のれん（1975年3月31日、フジテレビ） - 十太
- 破れ傘刀舟 悪人狩り（NET・三船プロ）第68話「大奥乱れ花」（1976年） - 宇之吉
- 水戸黄門（TBS・C.A.L）
  - 第7部 第13話「泣くなわらしっこ・秋田」（1976年8月16日） - 源次
  - 第16部 第2話「闇に仕掛けた皆殺しの罠 -府中-」（1986年5月5日） - 与吉
  - 第17部 第19話「悪を懲らした石見神楽・浜田」（1988年1月4日） - 栄吉
  - 第22部 第26話「誘拐された黄門さま・豊岡」（1993年11月8日） - 常吉 ※兄の孝雄と共にゲスト出演
  - 第23部 第24話「お銀に惚れた人形師・福岡」（1995年1月23日） - 与平
  - 第25部 第22話「オラの息子が御落胤・出石」（1997年5月26日） - 直吉
  - 第28部
    - 第5話「母子涙の大井川・島田」（2000年4月10日） - 伊平 ※兄の孝雄と共にゲスト出演
    - 第32話「リストラをぶっ飛ばせ!・防府」（2000年11月6日） - 喜八

  - 第29部 第2話「藩を揺がす贈り物・水戸」（2001年4月9日） - 弥作
  - 第30部 第18話「格さんのじゃじゃ馬馴らし・下津井」（2002年5月13日） - 万吉
  - 第31部 第22話「陰謀渦巻く福岡城・下関・博多」（2003年3月24日） - 仁吉
- 大江戸捜査網（12ch・三船プロ）
  - 第212話「暗殺計画 眼には眼を!!」（1975年） - 長谷虎の子分
  - 第257話「殺しを呼ぶ賽の目」（1976年） - 巳之吉
  - 第267話「偽装殺人の罠」（1976年） - 茂作
  - 第407話「花嫁誘拐 姿なき狼の罠」（1979年） - 正太
  - 第424話「長屋を襲う二万坪の陰謀」（1979年） - 留吉
  - 第556話「井戸掘り異聞・殺しの水脈（1982年） - 力松
  - 第633話「涙の再会！素浪人はぐれ唄」（1984年） - 千石屋喜助
- いろはの"い" 第20話「闖入者」（1976年、NTV）‐ 坂口感次
- いちばん星（1977年、NHK連続テレビ小説）
- 華麗なる刑事 第9話「少年たちの暴発」（1977年、CX・東宝） - ケンジ
- 銭形平次（CX・東映）
  - 第559話「悪い奴がいっぱい」（1977年） - 健太
  - 第800話「椋鳥の春」（1982年） - 安次
  - 第846話「証拠が消えた」（1982年）
- 土曜ワイド劇場（ANB）
  - 涙・じっと見つめる目（1977年10月29日）
  - 牟田刑事官事件ファイル 第1作「事件の眼 信濃路にいた女」（1983年10月15日）
  - 婚約者殺し（1988年6月4日）
  - 新・赤かぶ検事奮戦記(11)（2000年7月15日、ABC） - 田辺明
  - 眼科医 小室瞳の推理カルテ(1)（2001年9月15日） - 楢崎
- 桃太郎侍（NTV / 東宝）
  - 第102話「さらば上方屋」（1978年9月24日） - 長吉
  - 第236話「世間知らずの若様作家」（1981年5月3日） - 高瀬春之助
- 必殺シリーズ（ABC / 松竹）
  - 必殺商売人 第19話「親にないしょの片道切符」（1978年） - 加賀屋庄太郎
  - 必殺仕事人 第76話「詰め技 王手飛車駒落し」（1981年） - 西千之助
- Gメン'75（TBS）
  - 第190話「真犯人はこうして作られる」（1979年） - 細山タケシ
  - 第193話「網走刑務所吹雪の大脱走」（1979年） - 脱獄囚（通称「取り込み」）
  - 第204話「ミスター・ブー殺人事件」（1979年） - 今西晴夫
  - 第224話「九月の海から出てきた女の手首」（1979年） - トシオ
  - 第234話「女達の拳銃泥棒」（1979年） - 杉坂健一
  - 第258話「大空港の逃亡者」（1980年）‐ 藤城隆志
  - 第266話「殺人暴走オートバイ集団! 三途の河」（1980年） - 坂田修
  - 第297話「ラッシュアワーに動く指」（1981年） - スリ被疑者
  - 第341話「サンタクロース殺人事件」（1981年） - 坂口修
- Gメン'82 第17話「サヨナラGメン'82」（1983年） - 谷口信一
- 大走査線シリーズ追跡　第40話「悪魔のような女」-石崎良三
- ザ・スーパーガール（1979年、12ch / 東映）
  - 第6話「狙われたリングの女王」
  - 第22話「花嫁強奪・殺しの前に裸をうばえ」
- そば屋梅吉捕物帳 第9話「遠山桜も男泣き」（1979年、12ch / 国際放映） - 小六
- てだのふあ・おきなわ亭（1979年、MBS） - ギッチョンチョン
- 噂の刑事トミーとマツ 第1シリーズ（1980年、TBS / 大映テレビ）
  - 第11話「トミー変身の秘密 PART-I」 - 高松
  - 第33話「奇妙きてれつ、ダブル変身」 - 山岸
- 服部半蔵 影の軍団 第4話「京の春・お歯黒の謎」（1980年、KTV / 東映）- 庄助
- 秘密のデカちゃん（1981年、TBS / 大映テレビ）
  - 第2話「ゆうべの誓い、もう忘れたの?!」 - 山崎
  - 第15話「色魔・ドH! もう許せなーい!!」 - 今井
- 警視庁殺人課 第24話「仁義なき殺人 望郷の最終列車」（1981年、ANB）
- 斬り捨て御免! 第2シリーズ 第14話「血染めの千両富」（1981年、12ch） - 平太
- 夫婦（1982年、国際放映・TBS） - 秋山
- 御宿かわせみ 第2シリーズ 第18話「千鳥が啼いた」（1983年、NHK） - 喜八
- 暁に斬る! 第19話「非情の町のこぼれ花」（1983年、CX）
- 暴れん坊将軍シリーズ（ANB / 東映）
  - 暴れん坊将軍II 第53話「春に切ない夢芝居!」（1984年） - 貞之助
  - 暴れん坊将軍IV
    - 第35話「雪国からの椿姉妹」（1991年） - 糸月屋仙太郎
    - 第70話「鉄火芸者に花一輪」（1992年） - つゆ八役
- あいつと俺 第9話「かもめのように翔んだ -別府-」（1984年、TX・勝プロ） ※1980年製作
- 大岡越前（TBS / C.A.L）
  - 第9部 第3話「辰三おはなの祝言騒動」（1985年11月11日） - 秀次
  - 第14部 第9話「幸せ咲かせた兄妹草」（1996年8月12日） - 伊予吉
- 長七郎江戸日記 第77話「とどけ夫婦囃子」（1985年、日本テレビ） - 佐八
- 特捜最前線 第465話「木曜日の暴行魔! 疑惑の単身警官待機寮」（1986年、ANB・東映）
- 私鉄沿線97分署 第90話「さらば! プレハブ刑事たち!!」（1986年、ANB・国際放映） - 太田久男
- 若大将天下ご免! 第21話「求む、幽霊の用心棒!」（1987年、ANB・東映） - 吉三郎
- あぶない刑事 第35話「錯覚」（1987年、NTV） - 佐賀鉄 ＊実兄・孝雄と兄弟役で出演
- 大都会25時 第20話「消えた夏の花嫁」（1987年、ANB）
- 火曜サスペンス劇場（NTV）
  - 火刑都市（1989年4月）
  - 朝比奈周平ミステリー2・西海道殺人事件（1991年10月15日）
  - 弁護士・高林鮎子29（2001年11月） - 佐川部長刑事
- 特警ウインスペクター 第6話「子供に戻った両親」（1990年、ANB / 東映） - 日留川一郎
- 月影兵庫あばれ旅 第2シリーズ 第3話「天中殺! 美人女房に迫る罠」（1990年、TX・松竹） - 仙蔵
- 銭形平次（CX）
  - 第2シリーズ 第2話「夢の中の殺人」（1992年） - 八十助
  - 第3シリーズ 第4話「炎の記憶」（1993年） - 六
  - 第5シリーズ 第8話「暗黒街の女」（1995年） - 朝吉
- 大空港'92（1992年12月、ANB） - 亀山次郎
- 半七捕物帳 第4話「八丁堀友情の十手」（1992年、NTV / ユニオン映画） - 佐吉
- はぐれ刑事純情派（1992年） - 萩野省吾
- 付き馬屋おえん事件帳（TX・松竹）
  - 第2シリーズ 第9話「女郎の夢」（1993年） - 清次郎
  - 第3シリーズ 第9話「吉原色里忍び恋」（1995年） - 巳之吉
- 名奉行 遠山の金さん（ANB / 東映）
  - 第5シリーズ 第10話「牢獄に放火する女」（1993年） - 太田庄兵衛
  - 第6シリーズ 第15話「女説教強盗の復讐」（1994年） - 利吉
  - 第7シリーズ 第8話「献残屋の秘密 一度死んだ女」（1995年） - 蓑吉
  - 第8シリーズ（遠山の金さんVS女ねずみ） 第11話「怨念! おいらん幽霊小判まく」（1997年） - 松吉
- あばれ八州御用旅 第4シリーズ 第1話「男 涙の大利根無情! 抜荷街道の謎を追え!」（1994年、TX・ユニオン映画） - 市助
- 江戸を斬るVIII 第15話「穴から噂の大泥棒」（1994年、TBS / C.A.L） - 善兵衛
- ニュー・三匹が斬る! 第3話「拝領の、お鷹で儲ける悪い奴」（1994年、テレビ朝日）
- 女と愛とミステリー「黄金の犬」（2001年10月14日、テレビ東京） - 工藤竜二
- ウルトラマンコスモス 第26話「カオスを倒す力」（2001年12月29日、MBS） - 狩野良一
- 月曜ミステリー劇場「探偵 喜多嶋翔子の調査報告書」（2002年7月29日・TBS） - 徳永啓介
- 水曜ミステリー9「信濃のコロンボ事件ファイル11」（2006年） - 中森雄司
- ヒットメーカー 阿久悠物語（2008年、NTV）
- 白洲次郎（2009年3月7日、NHK） - 岩淵辰雄

### 舞台
- 赤ひげ診療譚
- 佐渡島他吉の生涯